# Lista de personagens da Sanrio
Esta é uma lista de personagens da Sanrio, empresa japonesa especializada na criação de personagens fofinhos. Começando em 1963, a Sanrio vende e licencia produtos com a marca desses personagens e criou mais de 400 personagens, com o mais bem-sucedido e mais conhecido sendo a Hello Kitty.
Os personagens listados aqui são mostrados com o ano em que apareceram pela primeira vez.

## Personagens

### Principais
- Hello Kitty (1974) - A mais conhecida dentre os personagens da Sanrio, criada em 1974. Hello Kitty é conhecida principalmente pelo seu laço vermelho que é sua marca registrada. Registrada em 1975,[2] ela é considerada uma marca registrada mundialmente conhecida. Ela é uma garotinha felina britânica. Possui uma irmã gêmea chamada Mimmy. Nas animações mais antigas como O Teatrinho da Hello Kitty e O Paraíso de Hello Kitty ela era desenhada com boca, porém a boca foi removida em animações posteriores ficando mais fiel ao design original. Ela foi votada como personagem favorito da Sanrio em 2019.[3]

- My Melody (1975) - É uma coelhinha de pelo branco que sempre usa um capuz vermelho ou rosa que também cobre as orelhas que tem como melhores amigos My Sweet Piano (a ovelha) e Flat (o rato). Seu aniversário é 18 de janeiro e ela mora na floresta de Mari Land. Quando My Melody estreou, ela foi retratada como Chapeuzinho Vermelho.[4] My Melody aparece em quase todas as animações da Hello Kitty normalmente como a melhor amiga dela e sidekick (substituindo Mimmy) tendo sua primeira aparição animada em O Teatrinho da Hello Kitty. Ela também aparece em Hello Kitty: Vila da Floresta e As Aventuras de Hello Kitty e Amigos (em ambas não tendo boca assim como Hello Kitty). Em 2005 tornou-se protagonista de seu próprio anime chamado Onegai My Melody. Ela retorna a ser protagonista e melhor amiga de Kitty em Hello Kitty and Friends Supercute Adventures.

- Little Twin Stars (1975) - São um par de personagens parecidos com anjos. O irmão mais novo é Kiki (キ キ, Kiki), e a irmã mais velha é Lala (ラ ラ, Rara). Kiki tem cabelo azul, enquanto Lala tem cabelo rosa (às vezes o cabelo de Kiki é castanho enquanto o cabelo de Lala é loiro). Vivem acima das nuvens e voam sobre uma grande estrela carregada por Kiki. Ambos tem a capacidade de usar magia através de suas varinhas com estrelas nas pontas. Eles foram introduzidos em 1975 e gozaram de popularidade no início dos anos 1980. O aniversário deles é 24 de dezembro (véspera de Natal).[5] Não possuem muitas aparições nas animações, normalmente sendo limitados a pequenas participações especiais em desenhos como Hello Kitty: Vila da Floresta, As Aventuras de Hello Kitty e Amigos e O Mundo da Hello Kitty. Na dublagem brasileira de As Aventuras de Hello Kitty e Amigos eles tiveram seu nome traduzido para "Estrelas Gêmeas".

- Tuxedo Sam (1979) - Um pinguim fofo que é um dos "amigos" da Hello Kitty que agora mora na Inglaterra. Sam é um pinguim rechonchudo azul e branco que usa uma gravata borboleta vermelha e um boné redondo branco de marinheiro com uma fita azul.[6] Possui como melhor amigo a foca Chip. Nas animações ele teve maior destaque em O Teatrinho da Hello Kitty. Ele retorna em Supercute Adventures como um dos figurantes e nunca fala.

- Hangyodon (1985) - é um personagem peixe que faz aniversário no dia 14 de março e mora na China. Ele é retratado como um personagem que gosta de brincar, mas também se sente sozinho, e cujos planos de heroísmo muitas vezes dão errado.[7] Foi criado por Hisato Inoue, que também criou Badtz-Maru.[8]

- Keroppi (1988) - Um sapinho com olhos grandes e uma boca em forma de V que mora na França. Keroppi adora aventura e sua personalidade borbulhante o torna popular em Donut Pond. Ele tem um irmão chamado Koroppi e uma irmã chamada Pikki. Na maioria das vezes, ele é visto com seu pequeno amigo caracol Den Den, sempre o seguindo um pouco atrás. Nas animações ele é um dos protagonistas de As Aventuras de Hello Kitty e Amigos. Também aparecem em O Mundo da Hello Kitty. Em Hello Kitty and Friends Supercute Adventures ele retorna ao núcleo principal sendo o melhor amigo de Badtz-Maru.

- Pochacco (1989) - Um cachorrinho branco com orelhas pretas e flexíveis, mas sem boca visível similar a Hello Kitty. O nome de Pochacco vem de pocha pocha (gordinho). Gosta de praticar esportes, tendo como maior paixão futebol. Ele nasceu em 28 de fevereiro de 1989 na cidade de Fuwafuwa em Londres, Inglaterra.[9] Nas animações ele aparece como um dos protagonistas em As Aventuras de Hello Kitty e Amigos e também em Hello Kitty and Friends Supercute Adventures a partir da 4ª temporada.

- Pekkle (1990) - Conhecido como Ahiru no Pekkle no Japão, é um pequeno pato branco com uma camiseta azul com a letra P. O aniversário de Pekkle é 27 de julho e ele foi lançado pela primeira vez em 1989. Pekkle apareceu em quatro OVAs no início dos anos 1990.

- Badtz Maru (1993) - Um pinguim macho com cabelo espetado. Seu aniversário é 1º de abril (Dia da Mentira). Ele é um dos poucos personagens da Sanrio que é comercializado para ambos os sexos. Em japonês, "badtz" (batsu) é um termo para "X", a cruz significa uma resposta errada. "Maru" significa círculo ou "O" e significa uma resposta certa. Assim, seu nome significa figurativamente "errado-certo" e é freqüentemente representado por "XO". Badtz-Maru também tem o hábito de fazer muitas caretas, a mais comum sendo a de puxar um olho para baixo e mostrar a língua. Ele é conhecido por ser um pinguim encrenqueiro e travesso, tem um filhote de jacaré de estimação chamado Pochi e seus melhores amigos são Hana-Maru e Pandaba.[10][11] Nas animações é protagonista em Hello Kitty: Vila da Floresta, As Aventuras de Hello Kitty e Amigos, O Mundo da Hello Kitty e Hello Kitty and Friends Supercute Adventures.

- Pompompurin (1996) - Um cão golden retriever apresentado pela primeira vez em 1996. Purin nasceu em um dia ensolarado em 16 de abril. Ele é um cão golden retriever de boa índole, que mora em sua própria cesta na casa de seu dono. Sua marca registrada é a boina marrom que fica sempre no alto da cabeça. É conhecido por ser um cachorro comilão e preguiçoso que adora comer e tirar sonecas. Ele já foi votado como o personagem favorito da Sanrio em 2015 e 2016.[12][13] Nas animações é um dos protagonistas em Hello Kitty: Vila da Floresta e Hello Kitty and Friends Supercute Adventures.

- Chococat (1996) - Um gato preto com enormes olhos redondos, quatro bigodes e que, tal como Hello Kitty e Pochaco, não tem boca. Seu nome vem de seu nariz cor de chocolate.[14][15] Chococat foi lançado pela primeira vez em 1996 e seu aniversário é 10 de maio. Seus bigodes são capazes de captar informações como antenas, então ele é frequentemente o primeiro a saber sobre as coisas.[16] Nas animações é um dos protagonistas em O Mundo da Hello Kitty e Hello Kitty and Friends Supercute Adventures.

- Dear Daniel (1999) - um amigo de infância da Hello Kitty e também namorado dela que mora em Londres, Inglaterra. Quando bebês, eles brincavam e brincavam juntos. O pai de Daniel é um fotógrafo que foi enviado para a África e toda a família o seguiu até lá. Depois de morar em vários locais ao redor do mundo, Dear Daniel acabou em Nova York, e de lá voltou para a Inglaterra, onde se reencontrou com a Hello Kitty. Graças a sua passagem por Nova York e seu senso natural de ritmo, Dear Daniel é um dançarino de balé muito doce. No futuro, ele quer se tornar um fotógrafo ou uma celebridade. Seu aniversário é 8 de maio.[17] Nas animações ele aparece como um dos protagonistas em As Aventuras de Hello Kitty e Amigos. Em Hello Kitty and Friends Supercute Adventures ele aparece apenas como um figurante a partir da segunda temporada.

- Cinnamoroll (2001) - Um cachorrinho branco da Inglaterra com orelhas compridas que lhe permitem voar. Ele tem olhos azuis, bochechas rosadas e uma cauda rechonchuda e encaracolada que lembra um rolinho de canela (sendo daí a origem de seu nome, que do inglês se traduz como rolinho de canela). Ele foi votado como personagem favorito da Sanrio nos anos 2017, 2018, 2020 e 2021.[18][19][20][21] Nas animações é um dos protagonistas em Hello Kitty: Vila da Floresta e Hello Kitty and Friends Supercute Adventures.

- Kuromi (2005) - É a rival de My Melody originada do anime Onegai My Melody onde é a vilã. Ela é uma coelha anã branca usando um chapéu de bobo da corte preto com uma caveira rosa estampada (que mexe os olhos juntamente com os olhos dela) A aparência de Kuromi também se parece com muitos dos personagens clássicos de desenhos animados das décadas de 1920 e 1930. Tem uma personalidade rebelde e gosta de parecer durona, mas de fato esconde um lado sensível. Seu melhor amigo é o Baku e ela possui um grande ódio de My Melody como mostrado em Onegai My Melody, desejando se vingar dela por seus problemas passados. Em Hello Kitty and Friends Supercute Adventures ela retorna como uma das personagens principais, porém mais comportada e sem seu ódio pela My Melody. Em Supercute Adventures ela mostra interesse por Badtz-Maru.

- Gudetama (2013)- É um personagem da Sanrio que estreou em 2013. O personagem é uma gema antropomorfizada de um ovo cru.[22] Gudetama é frequentemente retratado reclinado sobre uma clara de ovo ou como ingrediente de um prato japonês. A principal característica de Gudetama é a preguiça. O nome Gudetama é derivado das palavras japonesas para preguiçoso (ぐ で ぐ で, gude gude) e ovo (卵, tamago).[23]

- Aggretsuko (2015) - É uma panda vermelha fêmea que trabalha como assistente administrativa em uma empresa japonesa. Sua vida profissional é opressiva e frustrante e ela alivia esse estresse ficando com raiva, bebendo e cantando death metal em um bar de karaokê. Uma curta série de anime para TV foi criada em 2 de abril de 2016, que explora seu dia a dia no trabalho com seus colegas de trabalho. Esta série foi posteriormente expandida com uma série da Netflix de 15 minutos por episódio 10, lançada mundialmente em 20 de abril de 2018.

- Mewkledreamy (2017) - É uma gata de pelúcia roxa, que usa um laço rosa com bolinhas brancas. Ela tem uma estrela amarela na orelha direita e na orelha esquerda. Uma série de anime baseada no personagem de J.C. Staff e dirigida por Hiroaki Sakurai estreou no Japão em 5 de abril de 2020.
- Oren (2025) - É uma Formiga Laranja e tem um Fone de Ouvido para Escutar Música. Também ele é um Namorado do Pinki
- Raddy (2025) - É um Ogro vermelho do Japão e Ele não Gosta do Sanrio e fica Morrendo de vergonha da Hello Kitty por que a Hello Kitty acha muito Chata.
- Cluckr (2025) - É um Povo que tinha Prato nesta Cabeça e gosta de Prata de Verdade e o Pochacco não Conhecia o Cluckr neste momento.
- Fun Bot (2025) - É um Robô Amarelo e Engraçado e fala sobre tudo de coisas doidas é Palhaçadas e Coisas Tristes.
- Vineria (2025) - É uma Cobra que tem As Folhas e Flores nesta Cabeça e Balança Cabeça Fazendo Shakey Shakey.

### Secundários
- Mimmy - Irmã gêmea da Hello Kitty. É idêntica a irmã, porém usando um laço amarelo no lado oposto da orelha. Nas animações ela aparece como co-protagonista nos animes O Paraíso de Hello Kitty e na trilogia Ringo no Mori.
- Sr. e Sra. White - Pais de Kitty e Mimmy. Aparecem em algumas animações como Teatrinho da Hello Kitty e O Paraíso de Hello Kitty. Seus nomes verdadeiros são George e Mary, porém são normalmente referidos apenas como "Papai" e "Mamãe".
- Vovô e Vovó White - Avós de Kitty e Mimmy e pais da Sra. White. Seus nomes verdadeiros são Anthony e Margaret.
- Joey - Ratinho azul amigo de Hello Kitty. Sempre anda vestindo um casaco. Aparece em algumas animações como O Mundo de Hello Kitty e Supercute Adventures (em ambas ele não fala). Em Supercute Adventures ele aparenta ser o melhor amigo de Daniel sendo introduzido na segunda temporada.
- Tracy - Outro dos amigos de Hello Kitty. Ele é um garoto guaxinim. As vezes aparece como um figurante em Supercute Adventures.
- Baku - Melhor amigo e parceiro de Kuromi. Ele é uma anta capaz de esticar suas orelhas para voar. Aparece como o parceiro de crime de Kuromi em Onegai My Melody e em Supercute Adventures é um dos figurantes a partir da segunda temporada.
- Flat - Melhor amigo de My Melody. Um ratinho azul, parecido com Joey, porém com orelhas maiores e um lacinho no rabo. É um personagem recorrente em Onegai My Melody.
- My Sweet Piano - Melhor amiga de My Melody e Flat. Uma ovelhinha rosa e fofa, ela não fala apenas bale. É personagem recorrente em Onegai My Melody e em Supercute Adventures é um dos figurantes a partir da segunda temporada.
- Rhythm - Irmão mais novo de My Melody. Em Onegai My Melody é retratado como um garoto encrenqueiro que está sempre junto do avô aspirando a viver aventuras.
- Pais da My Melody - Um casal de coelhos camponeses que são pais de My Melody e Rhythm. Possuem nomes desconhecidos. O pai trabalha como agricultor enquanto a mãe tem como hobby cozinhar. Aparecem em alguns episódios de Onegai My Melody.
- Avôs de My Melody - São os avôs de My Melody e Rhythm e pais da mãe de My Melody. Também possuem nomes desconhecidos. A avó é parecida com a filha enquanto o avô tem espírito aventureiro. Em Onegai My Melody o avô é mostrado tendo seu próprio balão e frequentemente anda acompanhado de Rhythm.
- Chip - Melhor amigo de Tuxedo Sam que é uma foquinha azul. Ele é um dos personagens principais em O Teatrinho da Hello Kitty, porém sendo branco.
- Pikki e Koroppi - Os irmãos de Keroppi, com quem formam um trio de trigêmeos. Pikki é uma garota enquanto Koroppi é um garoto. Aparecem como figurantes em alguns episódios de Supercute Adventures.
- Pochi - O jacaré de estimação de Badtz-Maru. É um filhote. É um personagem recorrente em Supercute Adventures.
- Hana-Maru - Um dos amigos de Badtz-Maru. Uma foca branca de origem britânica, diferente de seu amigo Badtz-Maru ele se mostra mais gentil, ingênuo e amigável. No Japão ele é referido como Good Hana-Maru, em contraste a Bad Badtz-Maru.

## Grupos
- Dokidoki Yummychums (2003) - Um grupo de personagens que consistem em alimentos de fast food como hambúrguer, batata frita e milkshake. O hambúrguer faz algumas aparições em Supercute Adventures como dono de seu próprio restaurante.

- Jewelpet (2008) - Os Jewelpets (ジ ュ エ ル ペ ッ ト, Juerupetto) são um grupo de personagens animais criados em 2008 como uma joint-venture entre a Sanrio e a Sega Toys. Existem 42 personagens na franquia e cada um dos animais tem o nome de pedras zodiacais, minerais e pedras preciosas. Cada um deles tem um tipo diferente de joia cintilante para os olhos, usada para lançar uma magia especial chamada "Jewel Flash". Segundo a ficção, eles pertencem a feiticeiras e vivem em um lugar místico chamado Jewel Land, frequentando uma escola para aprender mais sobre magia e cada um deles é formado por seus próprios parceiros humanos. Os principais Jewelpets da série são Ruby, a lebre-japonesa branca (cujo aniversário é em 29 de julho), Sapphie, uma Cavalier King Charles Spaniel azul e amarela (cujo aniversário é 1º de setembro) e Garnet, a gata persa rosa (cujo aniversário é 8 de janeiro). Derivou um anime de mesmo nome em 2009 que permaneceu de pé até 2015, gerando 6 outras séries que foram Twinkle☆, Sunshine, Kira☆Deco, Happiness, Lady e Magical Change, mais um filme em 2012 chamado Sweets Dance Princess.

- Rilu Rilu Fairilu (2016) - Rilu Rilu Fairilu foi um segundo grupo de personagens criados em parceria entre Sanrio e a Sega Toys que serviu de continuação para Jewelpet nos animes. Foca-se nos Fairilus, jovens fadas que vivem no reino de Little Fairilu e aprendem sobre si mesmas e o mundo ao seu redor. Eles nascem com um item especial chamado Chave de Fairilu que destranca uma porta correspondente, e encontrar essa porta ajuda o Fairilu a amadurecer.

- Hapidanbui (2020) - Um grupo de personagens que reúne 6 personagens clássicos masculinos com o intuito de promovê-los pro público moderno, sendo eles Tuxedo Sam, Hangyodon, Keroppi, Pochacco, Pekkle e Badtz-Maru. O nome Hapidanbui é uma abreviatura de happī ni naritai danshitachi, bui ji kaifuku o nerau (ハッピーになりたい男子たち、V字回復をねらう) que se traduz aproximadamente como "meninos que querem ser felizes almejam uma recuperação em forma de V".